# Børge Høst
Børge Christen Georg Høst (født 17. april 1926, død 13. juni 2010) var en dansk filminstruktør.
Børge Høst virkede fra 1946 til 1948 som journalist ved Social-Demokraten og engagerede sig derefter i kortfilm. Fra 1947 arbejdede han med bearbejdelser af udenlandske film for Statens Filmcentral, mens han fra 1950 instruerede egne dokumentarfilm.
Han lavede i 1955 dokumentarfilmen Meninger i tiden om Poul Henningsen og stod i 1964 for rekonstruktionen af Henningsens Danmarksfilmen fra 1935. 
I 1963 fik han Bodilprisen for dokumentaren En ny virkelighed. Af øvrige film kan nævnes Vikingeskibene i Roskilde Fjord fra 1964 samt u-landsfilmen Mellem to kulturer fra 1967.
Han var medlem af Danmarks Radios programudvalg fra 1968 til 1971.